# Sting (lutador)
Steve Borden, Sr. (Omaha, 20 de março de 1959), mais conhecido pelo seu nome de ringue Sting, é um ex-lutador de luta livre profissional americano que atualmente trabalha na All Elite Wrestling. Sting é mais lembrado pela sua passagem na já extinta companhia World Championship Wrestling (WCW), que foi a mais popular organização de luta livre nos Estados Unidos durante a maior parte da década de 1990. Ele também é conhecido por sua passagem como a peça central da Total Nonstop Action Wrestling (TNA). Participou do longa "O Caminho para a Eternidade (2011)" interpretando um ex-jogador dono de uma grande franquia de lanchonetes e que duvidava da capacidade da fé de Jesus (que era, no filme, um dono de uma lanchonete). Com uma carreira de mais de 30 anos, Borden cultivou um legado como um dos maiores lutadores profissionais na história.
Sting passou 14 anos na WCW e sua antecessora, a Jim Crockett Promotions (JCP), onde ingressou em 1987. Apelidado de "The Franchise of WCW", ele conquistou um total de 15 campeonatos na empresa - incluindo o WCW World Heavyweight Championship em seis ocasiões, o WCW International World Heavyweight Championship duas vezes e o NWA World Heavyweight Championship em uma ocasião. Sting também encabeçou o principal evento em pay-per-view da WCW, o Starrcade, em 1989, 1990 e 1997. Com a aquisição da WCW pela World Wrestling Federation (WWF, agora WWE) em março de 2001, Sting e seu rival de longo prazo Ric Flair foram escolhidos para atuar no evento principal do episódio final do WCW Monday Nitro. Durante a maior parte de sua carreira na WCW, Sting teve influência criativa sobre a direção de tanto seu personagem e da empresa como um todo.
Após o término do seu contrato com a empresa-mãe da WCW, a AOL Time Warner, em março de 2002 Sting manteve conversas com a WWF, mas em última análise, ele não se juntou a promoção, escolhendo fazer uma turnê internacional com a World Wrestling All-Stars (WWA) - ganhando assim o WWA World Heavyweight Championship – antes de ingressar no então recém criada Total Nonstop Action (TNA) em 2003. Nos 11 anos seguintes, ele venceu o NWA World Heavyweight Championship em uma outra ocasião e o TNA World Heavyweight Championship quatro vezes, lutando no evento principal do maior evento da TNA, o Bound for Glory, em 2006, 2007, 2008 e 2009, sendo posteriormente o membro inaugural do TNA Hall of Fame em 2012. Sting finalmente ingressou na empresa em 2014, fazendo sua primeira aparição no Survivor Series e realizando sua primeira luta na WWE no WrestleMania 31 em março do ano seguinte.
Ao longo da carreira, Sting ganhou um total de 25 títulos, incluindo 21 entre WCW e TNA. Os leitores da Pro Wrestling Illustrated nomearam-no como o "lutador mais popular do ano" em quatro ocasiões, um recorde que divide com John Cena.

## Início da vida
Borden nasceu em Omaha, Nebraska, sendo criado na Califórnia do Sul. Ele se destacou no futebol e basquete na escola e, posteriormente, começou em uma carreira na musculação. Ele foi co-proprietário de uma academia Gold's Gym. Ele não tinha interesse na luta livre profissional e mesmo sem acesso a televisão dentro de sua comunidade de origem, decidiu seguir uma carreira na indústria depois de ser levado para um "incrível" evento da World Wrestling Federation (WWF) em Los Angeles, Califórnia, onde ele viu Hulk Hogan, The Iron Sheik, The British Bulldogs, André the Giant, e outros lutando.

## Carreira na luta livre profissional

### Continental Wrestling Association (1985–1986)
Borden, originalmente lutando com o nome de ringue Flash, se uniu com Jim "Justice" Hellwig como dois membros da Power Team USA na promoção independente All-California Championship Wrestling. O Power Team USA era um grupo de quatro lutadores também formado por Garland "Glory" Donahoe e Mark "Commando" Miller, além do treinador Rick Bassman. Hellwig e Borden mais tarde mudaram-se para a Continental Wrestling Association, uma empresa de luta livre com sede em Memphis, Tennessee e ficaram conhecidos como os Freedom Fighters. Os fãs não gostaram do seus estilos desajeitados, e assim a equipe se transformou em vilões. Os Freedom Fighters deixaram a CWA sem qualquer destaque, tendo como maior momento quando quebraram a perna do lutador veterano Phil Hickerson.

### Universal Wrestling Federation (1986–1987)
A equipe veio realmente a aparecer na Universal Wrestling Federation, uma organização dirigida por Bill Watts e com base em Shreveport, Louisiana, onde eles eram conhecidos como os Blade Runners. Borden mudou seu nome de Flash para Sting, enquanto Hellwig ficou conhecido como Rock. Eles logo se juntaram a Hotstuff & Hyatt International, um grupo vilanesco liderado por "Hot Stuff" Eddie Gilbert e Missy Hyatt. Juntamente com o lutador "russo" Kortsia Korchenko, os Blade Runners tornaram-se capangas na rivalidade de Gilbert com Watts. Hellwig, que mais tarde se tornaria The Ultimate Warrior na World Wrestling Federation (agora WWE), deixou a promoção em meados de 1986, deixando Sting sem um parceiro. Ele porém ganhou o UWF World Tag Team Championship duas vezes com Gilbert em 1986 e uma terceira vez com Rick Steiner em 1987.
Na sequência de uma luta contra Terry Taylor em meados de 1987, Gilbert interferiu em nome de Taylor, custando a Sting o combate. Taylor e Gilbert encurralaram Sting até Gentleman Chris Adams vir em auxílio de Sting. Adams limpou o ringue e, em seguida, perguntou a Sting se eles seriam parceiros ou inimigos em sua rivalidade com Taylor e Gilbert. Sting se tornou em um mocinho ao declarar sua lealdade a Adams.
Nos bastidores, Gilbert endossou Borden lhe dizendo que ele seria uma mega-estrela no futuro. Mais tarde nesse ano, Sting foi marcado para ganhar o UWF Television Championship, na posse de Gilbert, até que Jim Crockett da National Wrestling Alliance comprou a empresa de Watts. O escritor de Crockett, Dusty Rhodes, decidiu colocar o título televisivo em Taylor para configurar uma rixa entre Taylor e o campeão televisivo da NWA Nikita Koloff para unificar os dois títulos. Rhodes usou o então desconhecido Shane Douglas como campeão de transição de Gilbert para Taylor, pois Rhodes não queria diminuir o crescente estrelato de Sting com uma breve posse do título.

### Jim Crockett Promotions/World Championship Wrestling

#### Rumo ao estrelato (1987–1989)
Algum tempo depois da chegada de Sting na NWA em julho de 1987, Dusty Rhodes usou o primeiro combate do pay-per-view Starrcade para apresenta-lo ao público. Sting fez parceria com Michael P.S. Hayes e Jimmy Garvin em uma luta de trios contra Gilbert, Steiner, e Larry Zbyszko que terminou em um empate após acabar o limite de tempo de 15 minutos.
Tendo se estabelecido como uma estrela em ascensão, Sting era um dos poucos ex-empregados da UWF a receber incentivo na NWA. No inaugural Clash of the Champions em março de 1988, Sting desafiou Ric Flair pelo NWA World Heavyweight Championship. A luta terminou em empate após o tempo limite de 45 minutos expirar e os juízes não poderiam declarar um vencedor. Sting perdeu para Flair em várias revanches não televisionadas após o Clash e, mais tarde naquele ano, batalhou contra outros membros do grupo de Flair, os Four Horsemen. Sting se uniu com Koloff no The Great American Bash em julho de 1988 para desafiar os membros do Horsemen Tully Blanchard e Arn Anderson pelo NWA World Tag Team Championship; Blanchard e Anderson mantiveram os títulos quando o confronto terminou em um empate após estourarem o prazo de 20 minutos.
Rhodes continuou a escalar Sting em lutas por título ao longo do ano contra ambos campeão dos Estados Unidos da NWA Barry Windham e o campeão televisivo da NWA Mike Rotunda. No outono de 1988, Sting foi atacado por Hawk e Animal dos Road Warriors depois de um combate televisionado. Rhodes, como escritor, identificou Sting como o mocinho que recebeu a maior reação dos fãs, apesar de saber que transformar os Road Warriors em vilões seria uma tarefa fácil. Rhodes se uniu com Sting para desafiar os Road Warriors pelo campeonato de duplas no Starrcade em dezembro de 1988. Rhodes e Sting conseguiram a vitória por desqualificação, permitindo que os Road Warriors mantivessem os títulos.
Sting voltou a competições individuais em 1989, começando o ano a enfrentar Flair em um empate de uma hora no Omni em Atlanta no dia de Ano Novo. Ele também teria a sua primeira experiência no Japão, com uma breve turnê na All Japan Pro Wrestling, com sua luta mais notável na AJPW contra Dan Spivey em 25 de janeiro. Depois de um longo esforço, Sting ganhou seu primeiro título na NWA, quando ele derrotou Rotundo pelo NWA Television Championship em um evento ao vivo em março. Sting defendeu o título ativamente, mas tendia a enfrentar adversários inferiores como The Iron Sheik. Em meados de 1989, The Great Muta desafiou Sting no The Great American Bash. O combate foi marcado com um clássico, porém com um final controverso; Sting obteve a contagem de três e foi anunciado como o vencedor, mas o replay mostrou o ombro de Muta descolado do tablado na contagem de dois. A NWA decidiu declarar o título vago. Sting e Muta lutaram em muitas revanches pelo campeonato vago, mas sempre terminava em desqualificação, de modo que nenhum dos dois ganhava o título. Eventualmente, Muta ganhou um confronto sem desqualificações contra Sting em um evento ao vivo em setembro usando um cassetete para conseguir a vitória e o título.
No evento principal do Great American Bash de 1989, Flair defendeu o NWA World Heavyweight Championship contra Terry Funk, que foi membro do grupo J-Tex Corporation de Gary Hart. Depois Flair ganhar, ele foi atacado pelo parceiro de Funk, Muta. Sting veio em auxílio de seu velho rival Flair, e os dois rivalizaram com Muta e Funk no resto do verão e outono, culminando em um combate Thunderdome Cage entre as duas equipes, que Flair e Sting venceram, no Halloween Havoc de 1989. A aliança com Flair resultou em Sting se juntar ao recém-reformado e agora heroico grupo Four Horsemen, juntamente com  Anderson, Arn e Ole.
Sting terminou o ano ao vencer um torneio de quatro homens Iron Man no Starrcade. Na luta final da noite, Sting derrotou Flair para acumular os pontos necessários para ganhar o torneio. A vitória fez de Sting o desafiante ao título mundial de Flair, levando a tensão dentro do Four Horsemen.

#### Rivalidade com o Four Horsemen (1990–1991)
Sting foi sumariamente demitido dos Four Horsemen em 6 de fevereiro de 1990, no Clash of the Champions X: Texas Shootout após se recusar a abrir mão de sua luta pelo título contra Flair, reiniciando assim a sua rivalidade. Mais tarde naquela noite, Borden sofreu uma legítima lesão no joelho ao interferir numa luta em jaula de aço envolvendo os Horsemen.
A lesão de Borden forçou a equipe criativa da World Championship Wrestling, a promoção dominante na NWA, a encontrar um novo adversário para Flair para o evento WrestleWar. Lex Luger foi o escolhido. Durante o confronto entre ambos, Sting apareceu para motivar Luger. Antes disso, Sting e Luger tinham desacordos. Quando Luger estava perto de ganhar, Sting foi atacado por Ole Anderson. Luger optou por salvar Sting que ainda estava lesionado e acabou perdendo a luta por contagem ao ajudar seu amigo. Nos bastidores, os funcionários da WCW queriam que Flair perdesse o título para Luger, mas Flair recusou-se, dizendo que ele havia prometido a Borden que ele iria manter o título até que ele pudesse voltar aos ringues.
Apesar da lesão, Sting ainda era utilizado na televisão e pay-per-views quando necessário. No evento Capital Combat em maio, Sting foi abordado pelos Horsemen e jogado em uma gaiola de metal no ringue. Em uma passagem promocional, Sting foi resgatado por seu amigo RoboCop.
Após a recuperação de Borden, Sting finalmente derrotou Flair pelo NWA World Heavyweight Championship em 7 de julho de 1990, no The Great American Bash. Sting passou a rivalizar com candidatos ao título Flair e Sid Vicious. Vicious quase derrotou Sting na disputa do título no Halloween Havoc de 1990, mas o "Sting" que Vicious havia derrotado era um impostor interpretado pelo Horseman Barry Windham. O verdadeiro Sting apareceu logo depois e derrotou Vicious para manter o seu título após o combate ser reiniciado.
Enquanto Sting era campeão, um homem mascarado conhecido como The Black Scorpion iria insultar e atacar Sting em muitas ocasiões. Esta rivalidade culminou em um confronto final entre Sting e The Black Scorpion no Starrcade: Collision Course, em dezembro, em uma luta numa jaula de aço. O confronto terminou com Sting realizando o pin no seu adversário, em seguida desmascarando Black Scorpion, que acabou por ser Flair disfarçado.

#### Várias rivalidades (1991–1995)

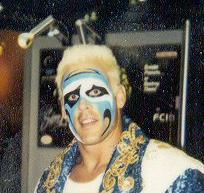
Sting na sua personagem de surfista.

O primeiro reinado como campeão mundial de Sting terminou em 11 de janeiro de 1991, quando Flair o derrotou em uma revanche do Starrcade. No mesmo mês, a WCW separou-se da National Wrestling Alliance, e no processo foram reconhecidos o WCW World Heavyweight Championship e o WCW World Tag Team Championship.
Sting competiu em um dos confrontos avaliados como os melhores de 1991, fazendo parceria com Luger para enfrentar os Steiner Brothers no primeiro pay-per-view SuperBrawl. Os Steiners venceram por pin após Koloff, que tinha rivalizado com Luger, interferir na luta jogando um cadeado em Luger, mas acabou acertando Sting em vez disso. Consequentemente, Sting rivalizou com Koloff durante todo o verão de 1991.
Em agosto de 1991, Sting derrotou "Stunning" Steve Austin para vencer um torneio pelo vago WCW United States Championship. Sting manteve o título por 86 dias antes de perdê-lo para  Rick Rude no Clash of the Champions XVII.
No Starrcade de 1991, Sting ganhou a primeira Battlebowl battle royal, pelo qual recebeu um anel de campeão.
No final de 1991, Sting se envolveu em uma rivalidade com a Dangerous Alliance, liderada pelo gerente Paul E. Dangerously. Sting se tornou no alvo do grupo porque ele era o chamado  de "franchise" da WCW, e a Alliance jurou destruir tanto Sting e a promoção da qual ele era o rosto. Ao mesmo tempo, Sting estava sendo alvo de Luger, que mais uma vez virou vilão e, como campeão mundial da WCW, viu Sting como uma ameaça. Sting se envolveu em muitas lutas com membros da Dangerous Alliance, especialmente Rude, que era a maior estrela do grupo. Foi durante essa rixa que Sting ganhou o primeiro de seus seis WCW World Heavyweight Championships, derrotando Luger em 29 de fevereiro de 1992, no SuperBrawl II. A disputa terminou quando Sting formou o Sting's Squadron, composta por seus aliados Ricky Steamboat, Dustin Rhodes, Windham e Koloff, derrotando a Alliance (Rude, Austin, Arn Anderson, Zbyszko e Bobby Eaton) em uma luta WarGames no WrestleWar em maio de 1992; Dave Meltzer do Wrestling Observer premiou o confronto com a sua mais alta classificação de cinco estrelas.
Perto do fim da rivalidade de Sting com a Dangerous Alliance, Sting defendeu o seu título mundial WCW em 12 de abril de 1992, no The Omni em Atlanta contra Big Van Vader. Durante a luta, Vader jogou todo o seu peso contra Sting, quebrando três de suas costelas, além do seu baço. Sting se recuperou e defendeu novamente o título em 12 de julho contra Vader no The Great American Bash, sendo derrotado após ele errar um Stinger Splash, batendo com a cabeça no poste do ringue, e recebendo um Powerbomb de Vader. Depois de bater Cactus Jack em uma luta com contagem em qualquer lugar no Beach Blast e Jake Roberts em um combate Coal Miner's Glove no Halloween Havoc, Sting derrotou Vader, que havia perdido o campeonato da WCW em agosto, na final do torneio "King of Cable" no Starrcade.
A contenda Sting-Vader continuou em 1993, com Vader, que foi novamente campeão da WCW, derrotando Sting em uma luta de correias no SuperBrawl III. Sting venceu Vader pelo WCW World Heavyweight Championship em 11 de março de 1993, em Londres, Inglaterra, mas perdeu de volta para Vader seis dias mais tarde, em Dublin, na Irlanda. Sting, em seguida, se juntou com o recém-chegado na WCW Davey Boy Smith para vencer a equipe de Vader e Vicious no Beach Blast em uma luta que foi criado por um mini-filme em que um anão malvado explodiu o barco de Sting. No final de 1993, Sting foi uma das primeiras pessoas a felicitar Flair, que acabara de voltar da World Wrestling Federation, após sua vitória do título mundial da WCW sobre Vader no Starrcade.
Sting rivalizou com Vader e Rude até o primeiro semestre de 1994. Sting venceu o WCW International World Heavyweight Championship de Rude em abril de 1994. Rude recapturou o título em 1 de maio, no Wrestling Dontaku 1994 no Japão, mas a decisão foi revertida porque Rude tinha alegadamente atingindo Sting com o cinturão durante a luta; Isso foi usado para cobrir uma lesão legítima  nas costas sofrida por Rude que o forçou a se aposentar. Sting se recusou a ter o título entregue a ele e, em vez disso, derrotou Vader pelo vago WCW International World Heavyweight Championship no Slamboree. Logo depois, Flair virou um vilão e derrotou Sting em um combate de unificação pelos títulos no Clash of Champions XXVII. Sting passou a segunda metade de 1994 e de 1995 fazendo parceria o recém-chegado Hulk Hogan em suas lutas contra o grupo de Kevin Sullivan, Three Faces of Fear e o seu sucessor The Dungeon of Doom.
No The Great American Bash 1995, Sting derrotou Meng para vencer outro torneio pelo WCW United States Championship. Sting venceu Meng em uma revanche pelo título no Bash at the Beach 1995.
Sting participou do primeiro WCW Monday Nitro onde Flair o derrotou por desqualificação como resultado de um desentendimento por Arn Anderson  atacar Flair. No Fall Brawl, Sting se uniu com Hogan, Luger e Randy Savage para derrotar o Dungeon of Doom, que consistia em Kamala Zodiac, Shark e Meng, em uma luta WarGames no evento. Em outubro de 1995, Flair convenceu  Sting para se unir a ele contra Anderson e Brian Pillman no Halloween Havoc. Anderson e Pillman tinham atacado Flair no início da noite, tornando Flair incapaz de lutar na primeira parte do combate. Sting segurou seus adversários até Flair conseguir voltar. Mais tarde, Flair traiu Sting e reformou o Four Horsemen com Anderson e Pillman, acrescentando mais tarde Chris Benoit para preencher o grupo. Sting derrotou Flair no Nitro posterior com o Scorpion Deathlock, recusando-se a largar até Luger persuadir a fazê-lo. Sting derrotou Flair novamente no pay-per-view World War 3. Mais tarde na noite, Sting competiu na World War 3 battle royal pelo WCW World Heavyweight Championship, que foi ganho por Savage.
O segundo reinado de Sting como campeão dos Estados Unidos durou até 13 de novembro, quando ele foi derrotado por Kensuke Sasaki no Japão. No Starrcade, Sting derrotou Sasaki, representando a New Japan Pro Wrestling, em uma luta onde o título não estava em jogo para ganhar a Copa do Mundo de Wrestling para a WCW. No próximo combate naquela noite, Sting perdeu uma luta triangular envolvendo Flair e Luger; Flair venceu por contagem para se tornar no desafiante ao WCW World Heavyweight Championship, que Flair ganhou de Savage na próxima luta.

#### Rivalidade com a New World Order (1996–1998)

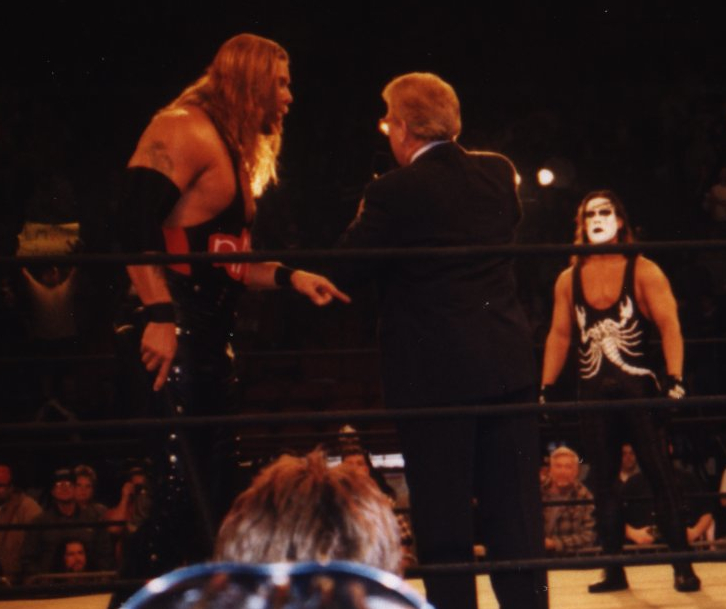
Sting (à direita) mudou drasticamente sua aparência em 1996, após a formação da New World Order que incluiu Kevin Nash (à esquerda).

No início de 1996, a aparência de Sting começou a mudar: ele deixou seu cabelo crescer com uma tonalidade mais escura, substituindo sua aparência de  loiro com corte de cabelo curto, muitas vezes usando calças justas pretas com um escorpião multi-colorido, embora ele ocasionalmente usava roupas coloridas mantivesse pintura facial multicolor.
Sting então se uniu com Lex Luger, que havia retornado para WCW após sua passagem na WWF em setembro de 1995, apesar de Luger agir como um vilão. A dupla venceu a Harlem Heat pelo WCW World Tag Team Championship na edição de 22 de janeiro do Nitro. A equipe muitas vezes mantinha o campeonato com trapaças de Luger, que Sting permaneceu alheio. Quando Luger não pode competir no WCW Uncensored em março, Booker T, membro do Harlem Heat, se uniu com Sting para derrotar os Road Warriors (Hawk e Animal). Sting e Booker T então desenvolveu um respeito mútuo que se mostrou quando Sting e Luger concederam ao Harlem Heat uma revanche. Enquanto campeão de duplas, Sting recebeu uma chance pelo campeonato mundial da WCW contra The Giant no Slamboree em maio, mas perdeu após a interferência acidental de Luger. O Harlem Heat, eventualmente, ganhou os títulos de duplas na edição de 24 de junho de 1995 do Nitro.
No verão de 1996, Sting começou uma rivalidade com os Outsiders (Kevin Nash e Scott Hall), que recentemente haviam competido na WWF e e estavam causando caos em shows da WCW. Sting se uniu com Luger e Savage para defender a empresa contra Hall, Nash e um terceiro membro misterioso que seria revelado no Bash at the Beach. Hall e Nash começaram a luta sem o seu terceiro parceiro, e durante a luta, Luger se lesionou. No final, o parceiro misterioso dos Outsiders acabou sendo revelado como Hulk Hogan, que atacou Savage. A luta acabou sem vencedor, e Hall, Nash e Hogan declararam uma "nova ordem mundial" na luta livre profissional.
Sting então começou uma rivalidade com o novo grupo formado pelos três chamado de New World Order (nWo). No Hog Wild, Sting e Luger foram derrotados por Nash e Hall. No evento seguinte, no Fall Brawl, Sting e Luger se juntaram a Ric Flair e Arn Anderson para enfrentar Hogan (agora chamado de "Hollywood Hogan"), Hall, Nash e um falso Sting, interpretado por Jeff Farmer em uma luta WarGames, onde a nWo ganhou. Durante o combate, Sting abandonou seu grupo após seus colegas desconfiarem que ele havia se juntado à nWo por causa do sósia. Na noite seguinte, no Nitro, Sting, irritado com as suspeitas, abandonou a WCW, dizendo que considerava-se como um "agente livre".
Sting retornou ao Nitro em 21 de outubro de 1996, atacando o Sting impostor durante sua luta contra Mr. JL. Sting surgiu vestindo um casaco de trincheira e pintura facial branco com marcas pretas ao redor dos olhos. Os membros restantes da nWo chegaram a vir ao ringue, mas não intervieram. Após o ataque acabar, Ted DiBiase e Kevin Nash entraram no ringue e fizeram uma proposta para Sting se juntar a nWo para trair a WCW. Sting considerou brevemente, mas por fim, relutou. Após isto, Sting começou a aparecer nos shows seguintes com uma aparência fantasmagórica, carregando um bastão de beisebol como arma, surgindo nas vigas em eventos da WCW, pintando seu rosto inteiro de preto e branco com pinturas de cadáveres. A nova personalidade de Sting foi baseada no filme The Crow, de 1994.
Com o retorno de Randy Savage a WCW em janeiro de 1997, ele e Sting passaram a atuar juntos como "agentes livres", se recusando a se juntar à nWo, aparecendo nas vigas e próximos ao ringue juntos. Entretanto, em 23 de fevereiro no SuperBrawl, Savage traiu Sting e a WCW ao atacar Roddy Piper durante a luta deste contra Hogan pelo WCW World Heavyweight Championship, juntando-se a nWo. Sting se manteve fiel a WCW e no mês seguinte, no Uncensored, ele atacou os membros do grupo após o evento principal, concentrando suas atenções especialmente para Hogan.
Nas semanas seguintes, Sting frequentemente descia de rapel até o ringue para atacar membros aleatórios da nWo, vindo em auxílio de demais lutadores da WCW; estes segmentos sempre ocorriam no final do Nitro, que ajudava a WCW a manter e ampliar sua audiência televisiva sobre o WWF Monday Night Raw durante todo o verão. O comissário James J. Dillon tentou muitas vezes fazer Sting voltar a lutar, dando-o contratos para lutar contra vários membros da nWo. Sting, no entanto, não aceitou nenhum, e frequentemente rasgava-os na cara de Dillon. Este, então, perguntou o que Sting queria em uma edição do Nitro; Sting saiu ao ringue, pegou um cartaz de um fã, e apontou o nome de Hogan.

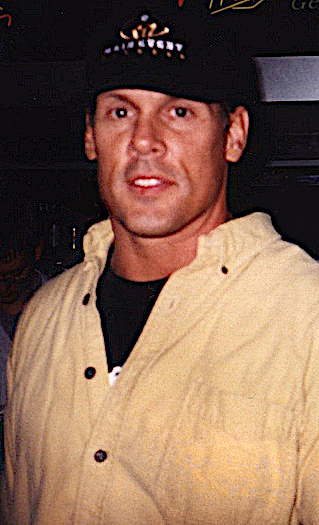
Borden, sem a sua pintura facial, depois de uma gravação do WCW Monday Nitro em 1998.

Eventualmente Sting teve seu desejo atendido e ele finalmente enfrentou Hogan em dezembro, no Starrcade, pelo WCW World Heavyweight Championship. A execução do final da luta não saiu como planejado, já que árbitro Nick Patrick foi acusado de fazer uma contagem rápida demais pelo árbitro convidado especial Bret Hart, apesar do fato da contagem ter sido feita na velocidade regular (supostamente Patrick teria que fazer uma contagem rápida, mas não a fez). Hart reiniciou o combate, declarando que "isso não vai acontecer de novo" (fazendo referência ao Montreal Screwjob que tinha afetado Hart um mês antes no evento Survivor Series da WWF), e Sting venceu a luta forçando Hogan a se submeter ao Scorpion Death Lock.
Na noite seguinte no Nitro, Hogan protestou contra a decisão e uma revanche foi concedida. O confronto estourou o tempo do programa, e o final foi ao ar no episódio inaugural do WCW Thunder. Semelhante ao resultado do Starrcade, dois árbitros diferentes declararam os dois como vencedores. Mais tarde naquela noite, Dillon deixou o campeonato mundial da WCW vago, forçando Sting a entregar o cinturão. Sting respondeu com suas primeiras palavras (no microfone) desde outubro de 1996, quando ele disse a Dill: "Você não tem coragem!" e para Hogan: "E você ... Você é um homem morto!".
No início de 1998, a nWo começou a se separar. Sting reconquistou o WCW World Heavyweight Championship em fevereiro no SuperBrawl VIII com a ajuda de Savage, que estava começando a se separar da nWo. Sting passou a defender com sucesso o título contra Hall, Nash, e Diamond Dallas Page (DDP). Como Savage, Nash começou a se afastar da nWo dominada por Hogan, e Nash ajudou Savage a vencer Sting pelo título no Spring Stampede em abril.
Nash e Savage oficialmente dividiram a nWo original em 4 de maio, formando o grupo nWo Wolfpac, enquanto facção de Hogan tornou-se a nWo Hollywood. Os dois grupos disputaram a lealdade de Sting, com amigos de Sting como The Giant se juntando a nWo Hollywood e Luger juntando-se a nWo Wolfpac. Sting parecia escolher a nWo Hollywood, quando ele apareceu vestindo uma camisa preta e branca do grupo, mas ele logo a arrancou para revelar uma camisa vermelha e preto da nWo Wolfpac. Sting começou a usar a pintura facial preta e vermelha e calças justas como membro da nWo Wolfpac.
Sting e The Giant ganharam o WCW World Tag Team Championship no Slamboree em maio, quando Hall traiu seu companheiro de equipe Nash. Sting e The Giant também se dividiram, e a equipe foi obrigada a desocupar o título 18 dias depois. Sting, em seguida, derrotou The Giant no The Great American Bash em junho para assumir o controle dos títulos de duplas e escolheu Nash como seu parceiro. Durante todo o verão, Sting e os colegas da nWo Wolfpac Nash, Luger e Konnan rivalizaram com Hogan e a nWo Hollywood. Sting também se envolveu em uma rivalidade com Bret Hart sobre seus movimentos de finalização semelhantes, o Sharpshooter e o Scorpion Deathlock. Hart custou a Sting e Nash os títulos de duplas ao interferir em sua luta contra Hall e The Giant em 20 de julho no Nitro. Sting e Hart se enfrentaram no Halloween Havoc, onde Hart, o campeão dos Estados Unidos, atacou Sting com um taco de beisebol, lesionando (na história) Sting, que ficou fora de ação por vários meses.

#### Últimos anos na WCW (1999–2001)
Sting voltou ao Nitro em março de 1999, altura onde a história da nWo já havia desaparecido, e portanto Sting não foi alinhado com qualquer uma de suas facções. Ele competiu no evento principal do Spring Stampede em abril pelo WCW World Championship contra Hulk Hogan, Diamond Dallas Page e o campeão Ric Flair. Randy Savage atuou como árbitro especial, e ajudou DDP a ganhar o título.
Sting derrotou Page na edição de 26 de abril do Nitro para ganhar o WCW World Heavyweight Championship pela quinta vez. Mais tarde naquela noite, Sting defendeu o título contra DDP, Goldberg, e Kevin Nash, que estava retornando. DDP derrotou Nash e recapturou o título sem derrotar diretamente Sting. O reinado de 90 minutos de Sting foi o mais curto na história do título mundial da WCW.
Sting perdeu para Rick Steiner em uma luta com contagens em qualquer lugar no The Great American Bash depois que ele foi atacado por três cães de estimação de Steiner nos bastidores e obrigou o árbitro a declara-lo prematuramente o vencedor, alegando que seus cães tinham realizado o pin em Sting para ele.
Nos próximos meses, Sting rivalizou com Goldberg, Rick Steiner, Sid Vicious e Randy Savage. Ele se uniu com o campeão mundial da WCW Kevin Nash no Bash at the Beach em julho onde perderam para Vicious e Savage do Team Madness. Savage derrotou Nash e conquistou o título mundial como resultado.
Hulk Hogan voltou de lesão em 12 de julho como um mocinho para ganhar o WCW World Championship. Sting derrotou Ric Flair na edição de 19 de julho do Nitro para se tornar no "presidente" da WCW. Mais tarde naquela noite, Nash virou um vilão ao atacar Hogan durante a defesa do título dele contra Vicious. Sting manteve-se presidente por apenas uma semana e usou seu poder para marcar um evento principal onde colocou Hogan contra Nash e Vicious. Sting deixou a presidência na semana seguinte, porque ele só queria tirar Flair de sua posição ao invés de querer o poder para si mesmo. Junto com Goldberg, Sting e Hogan rivalizaram com Nash, Vicious, e Rick Steiner no próximo mês.
Sting começou a questionar a confiabilidade e a credibilidade da Hogan nas semanas que antecederam o Fall Brawl. No evento ocorrido em setembro,  Luger trouxe um bastão de beisebol ao ringue e Sting o usou para bater Hogan para o seu sexto e último WCW World Heavyweight Championship, se tornando num vilão pela primeira vez na WCW. Essa mudança de atitude não foi bem aceita pelos fãs da WCW. Eles ainda aplaudiam Sting apesar do fato de que ele deveria ser o vilão. No Halloween Havoc, Sting manteve o título contra Hogan após estre entrar no ringue com roupas normais, ajudando Sting a realizar o pin. Após a luta, Sting mostrou desgosto com o resultado e emitiu um desafio aberto para mais tarde naquela noite. Sting então perdeu um combate não sancionado para Goldberg, que aceitou seu desafio aberto e, em seguida, atacou o árbitro Charles Robinson. Sting foi destituído do título na noite seguinte por atacar o oficial.
Sting entrou no torneio de 32 lutadores criado para coroar o novo campeão mundial. Sting derrotou Brian Knobs, Meng e Luger para chegar às semifinais, ocorridas no WCW Mayhem. No evento em novembro, Sting perdeu para Hart, o eventual vencedor do torneio. Após a luta, Sting apertou as mãos de Hart em um sinal de respeito, tonando-o em um mocinho novamente. Sting queria vingar-se de Lex Luger no mês no Starrcade. Sting venceu por desqualificação quando Luger e Elizabeth agrediram Sting com uma cadeira e bastão de beisebol, colocando Sting fora de ação por algum tempo. Sting encerrou sua rivalidade com Luger ao derrotá-lo em uma luta Lumberjacks with Casts no Uncensored 2000 em março do ano seguinte.
Os funcionários da WCW Vince Russo e Eric Bischoff, em uma tentativa de salvar a empresa que estava em decadência, reiniciou todas as histórias em 10 de abril de 2000, e declarou todos os títulos vagos. No Spring Stampede na semana seguinte, Sting avançou para as finais do torneio pelo WCW United States Championship, derrotando Booker T e Vampiro nas duas primeiras rodadas. Vampiro custou a Sting o campeonato na final contra Scott Steiner, levando a uma disputa intensa entre os dois. Sting derrotou Vampiro no Slamboree em maio, e Vampiro bateu Sting em uma luta Human Torch no The Great American Bash no próximo mês; no clímax deste combate, Borden trocou de lugar com um dublê, que foi incendiado e jogado fora de cima do telão na entrada do palco.
Sting passou a uma rivalidade com Jeff Jarrett e, em seguida, Scott Steiner. Steiner atacou e lesionou Sting em novembro de 2000. Sting ficou fora de programação da WCW até o último episódio do Nitro em 26 de março de 2001. A WCW foi comprada pela World Wrestling Federation, e a luta final na história da WCW foi Sting contra o seu rival de longa data Ric Flair; os dois também competiram na primeira edição do Nitro em 4 de setembro de 1995. Sting derrotou Flair e os dois se abraçaram no final, que encerrou a história de 13 anos da WCW e a rixa entre o dois.

##### Expiração do contrato e primeira aposentadoria (2002)
Após a WWF não comprar o contrato de Sting com a AOL Time Warner, ele rejeitou uma oferta de compra de 50 centavos de dólar da AOL Time Warner, e em vez disso, esperou até que seu contrato expirasse em março de 2002. Em seguida, ele entrou em negociações com a WWF, mas no final não aderiu à promoção. Ele anunciou a aposentadoria de curta duração em fevereiro de 2002.

### World Wrestling All-Stars (2002–2003)
Borden retornou a luta livre profissional no final de 2002, em turnê pela Europa com a promoção World Wrestling All-Stars (WWA) ao longo de novembro e dezembro. Sua primeira luta na WWA aconteceu em 28 de novembro de 2002, em Dublin, Irlanda, onde ele se reuniu com Lex Luger para derrotar Buff Bagwell e Malice. No The Retribution em 6 de dezembro de 2002, em Glasgow, Escócia, Reino Unido, Sting perdeu para Luger em uma luta pelo vago WWA World Heavyweight Championship. Sting derrotou Luger para capturar o título em Zurique, Suíça, em 13 de dezembro.
Sting embarcou em uma segunda turnê com a WWA em maio de 2003 defendendo com sucesso seu título contra Rick Steiner, Shane Douglas e Disco Inferno. A WWA realizou seu último show, The Reckoning, em 25 de maio em Auckland, Nova Zelândia, onde o campeão mundial da NWA Jeff Jarrett derrotou Sting pelo WWA World Heavyweight Championship, unificando os dois campeonatos.

### Total Nonstop Action Wrestling

#### Estreia e aparições esporádicas (2003–2004)
Em 2003, Sting assinou um contrato comprometendo-se a quatro aparições na promoção Total Nonstop Action Wrestling (TNA). Ele estreou em 18 de junho no primeiro aniversário da empresa, fazendo parceria com Jeff Jarrett para derrotar A.J. Styles e Syxx Pac. Em seguida, Borden se envolveu em uma ampla série de entrevistas com Mike Tenay, discutindo sua carreira e sua fé. Sting voltou a TNA em 5 de novembro de 2003, derrotando Jarrett por desqualificação em um combate pelo NWA World Heavyweight Championship. Em 12 de novembro, Sting se uniu com Styles para derrotar Jarrett e Lex Luger. Ele fez sua última aparição em 2003 em 17 de dezembro, derrotando Jarrett em uma luta sem o título em jogo.
Em 24 de março de 2004, Borden foi entrevistado, mais uma vez por Mike Tenay, como parte da promoção para o seu filme biográfico, Sting: Moment of Truth, e em 31 de março, ele voltou para a empresa somente como guarda-costas para o evento principal, que envolvia Abyss, A.J. Styles, Raven e Ron Killings, que Raven ganhou.

#### Retorno e rivalidade com Jeff Jarrett (2005–2006)

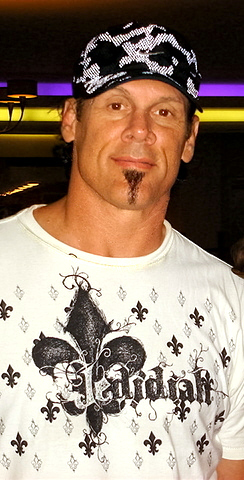
Sting durante um show da TNA.

Em 11 de dezembro de 2005, no Turning Point, enquanto Jeff Jarrett estava no ringue celebrando sua vitória, a arena foi tomada por imagens de escorpião– símbolo de Sting–, juntamente com a data "15 de janeiro de 2006." O ringue então foi iliminado, revelando uma cadeira com um casaco clássico de Sting, botas e um bastão de beisebol preto no centro. Seu retorno a TNA foi anunciado oficialmente no Impact! de 1 de janeiro de 2006.
Em 15 de janeiro no Final Resolution, Sting e Christian Cage derrotaram o campeão mundial da NWA Jeff Jarrett e Monty Brown em uma luta de duplas depois que Sting aplicou um Scorpion Death Drop em Jarrett. Seu retorno fortemente promovido foi saudado com gritos de "bem-vindo de volta" e "você ainda consegue" do público presente. A TNA mais tarde revelou que o Final Resolution "foi de longe o evento pay-per-view mais comprado na história da empresa, superando todos os números anteriores".
No Impact! de 28 de janeiro de 2006, Sting fez sua estreia na Spike TV em sua primeira aparência em rede nacional depois de quase cinco anos. Em um segmento no final do show, ele disse que nunca tinha tido uma chance de dizer adeus corretamente para seus fãs. Ele então anunciou que sua participação no Final Resolution tinha sido "o seu adeus", antes de agradecer a TNA e os fãs. Entretanto, Jeff Jarrett e Eric Young suspeitaram que Sting não tinha realmente se aposentando, e por isso, enviaram Alex Shelley para a Califórnia para fazer vídeos de Sting em sua casa. Este descobriu as filmagens de Shelley, e o ameaçando, lhe disse que ele comparecia no Destination X para confrontar Jarrett como "Steve Borden." Vestido normalmente e sem pintura facial, Borden retornou em 12 de março no Destination X, ajudando Christian Cage e Rhino que estavam sendo atacados pelo Jarrett's Army. Mais uma vez, Sting atacou Jarrett com o Scorpion Deathlock, mas desta vez ele foi surpreendido pelo estreante Scott Steiner logo em seguida.
Em seu primeiro combate na televisão em cinco anos, Sting derrotou Eric Young no Impact! de 13 abril de 2006. Depois de ser atacado por Jarrett, Steiner, e os America's Most Wanted (Chris Harris e James Storm), Sting foi salvo por A.J. Styles, Ron Killings e Rhyno, que posteriormente ele anunciou como seus companheiros de equipe em sua luta Lethal Lockdown contra o Jarrett's Army. Em 23 de abril, no Lockdown, os "Sting's Warriors" (Sting, A.J. Styles, Ron Killings, e Rhino) derrotaram Jarrett, Steiner, e os America's Most Wanted depois de Sting fazer Harris se submeter ao Scorpion Death Lock. Na sequência do Lockdown, Sting começou a procurar parceiros para ajudá-lo a derrotar Jeff Jarrett e Scott Steiner permanentemente. Após tentar Lex Luger, Buff Bagwell e Rick Steiner como opções, ele acabou por escolher Samoa Joe. Em 14 de maio no Sacrifice, Sting e Joe derrotaram Jarrett e Steiner depois de Joe aplicou em Jarrett um Muscle Buster.
Ainda sem ter conseguido parar Jarrett por completo, Sting derrotou Scott Steiner por desqualificação para ganhar um lugar no combate King of the Mountain no Slammiversary em 18 de junho pelo NWA World Heavyweight Championship. Durante o confronto com Christian Cage durante a luta, Sting estava distraído, o que permitiu ao árbitro Earl Hebnerderrubar a escada em que ambos estavam, permitindo que Jarrett saísse com a vitória e o título. Em 16 de julho no Victory Road, uma luta 4-way foi realizada por uma chance futura ao campeonato de Jarrett. Durante o combate, o campeão, disfarçado como um cinegrafista, entrou no ringue com uma garrafa de gasolina e esguichou-a nos olhos de Sting, e como resultado, ele teve que ser retirado da disputa. Porém Sting conseguiu voltar ao ringue e obteve a vitória sobre Scott Steiner.
Sting recebeu sua oportunidade em 13 de agosto, no Hard Justice, mas não conseguiu capturar o NWA World Heavyweight Championship de Jarrett depois que Christian Cage atacou Sting com a guitarra de Jarrett. Na edição seguinte do Impact!, Sting afirmou que queria uma revanche pelo título no Bound for Glory, o maior pay-per-view da TNA. Jarrett aceitou a luta, com a implicação de que Sting colocasse sua carreira em jogo. Ele aceitou a proposta e em seguida, retirou-se para treinar. Enquanto isso, começaram a ser exibidos durante os Impacts! vídeos de Sting passando por uma "transformação", onde havia várias referências bíblicas. Em 22 de outubro de 2006, no Bound for Glory, Sting voltou estreando seu novo visual, um híbrido de suas personagens de surfista, The Crow e nWo Wolfpac. Sting ganhou o título mundial de Jarrett quando ele o fez se submeter ao Scorpion Deathlock. Com a vitória, Sting se tornou no campeão mais antigo a segurar o NWA World Heavyweight Championship enquanto o campeonato esteve sob posse da TNA, assim como foi a única pessoa a ganhar o título, tanto antes como após a fundação da TNA.

### WWE (2014–2015)
Desde o começo de 2014, as especulações de Sting na WWE aumentavam. Desde que em 19 de Fevereiro deste ano, o Jornalista Bill Apter criou o rumor, intitulando como 'Melhores dias para Sting ainda virão'. Em 15 de Abril de 2014, Sting aparece na WWE Network falando sobre a sua Parceria com 'The Ultimate Warrior', que morreu poucos dias depois de Entrar para o Hall of Fame da WWE.
Em Julho de 2014, uma Vinheta foi Exibida no RAW numa Promo do jogo 'WWE 2K15' exibindo Sting como personagem da Franquia exclusivo para quem Pré - Encomendasse o jogo pela internet que receberia um código desbloqueável do Wrestler.
Dia 24 de Julho faz uma aparição Pública na San Diego Comic-Con International para a nova linha de bonecos da WWE fabricados pela empresa Mattel, sendo a primeira vez em que o a sua Imagem seria lançada como um boneco na Linha da WWE. Após a apresentação, Sting da uma entrevista para a WWE.com pela primeira vez e falando sobre o assunto de sua ida a WWE.
No dia 23 de Novembro de 2014, Sting, com 55 anos de idade, fez sua estreia na WWE no PPV Survivor Series, na luta Main Event de Team Cena vs Team Authority. Após Triple H interferir na luta já que Dolph Ziggler ganharia sobre Seth Rollins, The Game golpeou Ziggler várias vezes, e por fim com um Pedigree, e chamou o Arbitro Scott Armstrong para a contagem, na qual foi interrompida com a Entrada de Sting.
Sting encarou Triple H por alguns minutos, e ao Triple H desferir um soco, Sting desviou e acertou um chute na barriga, e logo em seguida com Scorpion Death Drop. Em seguida ele colocou Ziggler em cima de Rollins e o arbitro encerrou a contagem até 3 dando a vitória para Team Cena. O Team Cena venceu o Main Event do Survivor Series, e com isso Triple H e Stephanie McMahon (The Authority), Que voltaram a voltar ao comando.
Sting era conhecido mundialmente por inúmeros títulos, mas também devido ao fato de ser um dos poucos Wrestlers que nunca Atuou pela WWE dentre 30 anos. Depois de um longo prazo de espera, The Icon faz a sua aparição que chocou os fãs e o mundo do Wrestling.
No Fast Lane ele e triple h se encararam
Sting apareceu em um RAW e ajudou Randy orton e falou pela primeira vez com o universo WWE na WrestleMania 31 Sting Lutou com triple h e perdeu e DX retonou e Michaels e depois NWO retornou e Hulk Hogan.
No primerio Raw depois do SummerSlam 2015, Triple H e Stephanie McMahon fizeram uma supresa para Seth Rollins. Uma estátua para homenagear Rollins após derrotar John Cena no Summer Slam, e se tornar o primeiro homem na história da WWE a ser o Campeão Mundial Peso Pesado e ao mesmo tempo o campeão dos Estados Unidos. Na cerimônia quando ia mostrar a estátua de Rollins, Sting apareceu na festa de Rollins e a estragou, os dois vão lutar pelo título Mundial Peso Pesado da WWE no Night Of Champions , Em 20 de setembro no Night of Champions , Sting perdeu para Rollins e não conseguiu conquistar o título Mundial Peso Pesado da WWE ele também sofreu uma lesão No Pescoço durante o combate No Night of Champions Lesão na qual vai deixá-lo afastado por um tempo dos ringues da WWE . Dias antes da Wrestlemania 32 ele se aposentou oficialmente dos ringues sendo introduzido na classe do Hall of Fame de 2016.

## Vida pessoal
Tornou-se um cristão renascido em agosto de 1998.  Borden é casado com Sue e o casal tem dois filhos, Garrett (nascido em 1991) e Steven (nascido em 1992), e uma filha, Grace (nascida em Janeiro de 2000).  A família é cristã pentecostal. A família Borden está ativamente envolvida com sua igreja, denominada Igreja sobre a Rocha, em Santa Clarita, Califórnia. O irmão de Borden, Jeff, é pastor sênior. Seu filho, Garrett, atende na Azusa Pacific University onde joga como zagueiro do time de futebol, enquanto Steven está tocando a terceira corda QB de Waxahachie HS (Dallas, TX).
Ao fazer a sua paragem no wrestling, segundo palavras do próprio, Sting encontrava-se no local mais negro da sua alma. Festas atrás de Festas; Mulheres atrás de Mulheres; Semanas com pouco mais de 14 horas de sono; tudo isto contribuia para o momento de verdade de Steven. Para ajudar à festa, as quedas nos duros ringues causavam problemas e Sting encontrava-se agora dependente de relaxantes musculares e de analgésicos. Devido às dores, Sting muitas vezes não conseguia dormir, a única forma de dormir era se estivesse bêbado. Só quando estava atordoado é que Sting conseguia dormir meia dúzia de horas. Assim, Sting encontrava-se dependente de Relaxantes Musculares, Analgésicos, e álcool.
Segundo o próprio Sting, Deus perseguia a sua alma. O antigo lutador da WWE, Ted DiBiase, mais conhecido como o Million Dollar Man torna-se nessa altura amigo de Sting. Este também tinha passado por um momento na vida menos bom, uma influência muito positiva na vida de Steven pois ajudou-o e a resolver a sua vida.

## No wrestling

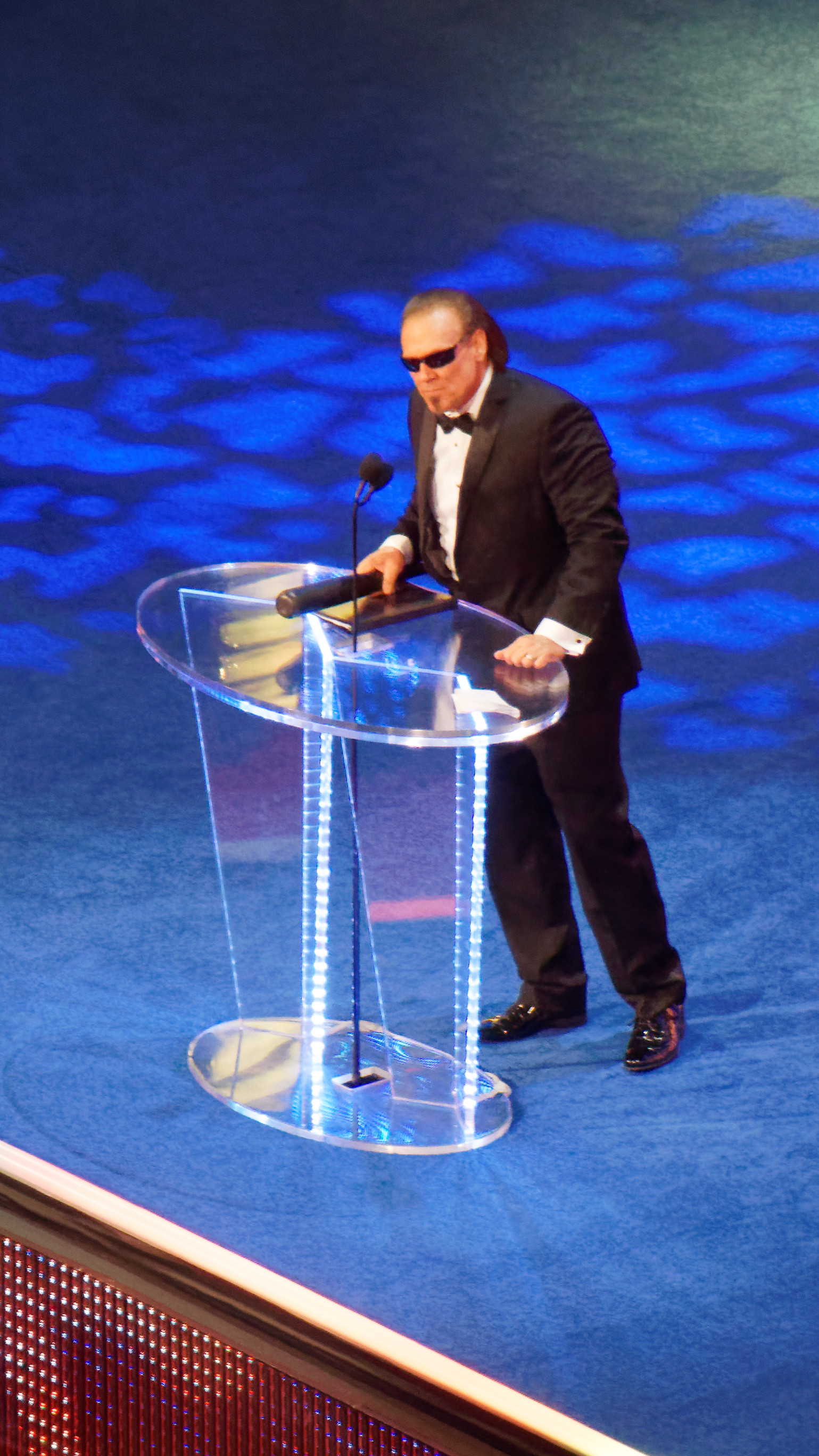
Sting na Hall Of Fame

Finishers 
- Scorpion Deathdrop (Inverted DDT)
- Scorpion Deathlock (Sharpshooter)

 Signatures 
- Stinger Splash - inovado
- Tombstone Piledriver
- DDT
- Gorilla Press Slam
- Superplex
- One-Handed Bulldog
- Diving Splash

## Títulos e prêmios
- Jim Crockett Promotions | World Championship Wrestling
  - NWA World Heavyweight Championship (1 vez)¹[40]
  - NWA World Television Championship (1 vez)[41]
  - WCW United States Heavyweight Championship (2 vezes)[42]
  - WCW World Heavyweight Championship (6 vezes)[43]
  - WCW International World Heavyweight Championship (2 vezes)[43]
  - WCW World Tag Team Championship (3 vezes)[44] - com Lex Luger (1), The Giant (1) e Kevin Nash (1)²
  - NWA Jim Crockett Sr. Memorial Cup Tag Team Tournament (1988) com Lex Luger
  - NWA Iron Man Tournament (1989)
  - WCW Battle Bowl Battle Royal (1991)
  - WCW King of Cable Tournament (1992)
  - WCW European Cup (1994, 2000)
- Pro Wrestling Illustrated
  - PWI Comeback of the Year (2006)[45]
  - PWI Ranked # 9 of the top 500 singles wrestlers in the PWI 500 in 2009.
  - PWI Match of the Year(1991)[46] com Lex Luger vs. The Steiner Brothers com SuperBrawl
  - PWI Most Improved Wrestler of the Year (1988)[47]
  - PWI Most Inspirational Wrestler of the Year (1990)[48]
  - PWI Most Popular Wrestler of the Year (1991, 1992, 1994, 1997)[49]
  - PWI Wrestler of the Year (1990)[50]
  - PWI Ranked # 1 of the top 500 singles wrestlers in the PWI 500 in 1992[51]
- Total Nonstop Action Wrestling
  - NWA World Heavyweight Championship (1 vez)³
  - TNA World Heavyweight Championship (4 vezes)[52]
  - TNA World Tag Team Championship (1 vez)[53] - com Kurt Angle
- Universal Wrestling Federation
  - UWF World Tag Team Championship (3 vezes)[54] - com Eddie Gilbert (2) e Rick Steiner (1)
- World Wrestling All-Stars
  - WWA World Heavyweight Championship (1 vez)[55]
- Wrestling Observer Newsletter awards
  - 5 Star Match (1991) com Brian Pillman, Rick Steiner, Scott Steiner vs. Ric Flair, Larry Zbyszko, Barry Windham e Sid Vicious
  - 5 Star Match (1992) com Nikita Koloff, Ricky Steamboat, Barry Windham e Dustin Rhodes vs. Rick Rude, Steve Austin, Arn Anderson, Bobby Eaton e Larry Zbyszko
  - Best Babyface (1992)
  - Match of the Year (1988) vs. Ric Flair
  - Most Charismatic (1988, 1992)
  - Most Improved (1988)
  - Worst Worked Match of the Year (1995) vs. Tony Palmore
- WWE
  - Slammy Awards (2 vezes)
    - Momento "Isso é incrível" do Ano (2014) Estreia ao ajudar o time de John Cena a vencer o time da Authority no Survivor Series
    - Retorno Surpresa do Ano (2015) Retornou ao roubar a estátua de Seth Rollins e ao ataca-lo no Raw

  - WWE Hall of Fame (Classe de 2016)